# Verkehrslokal
Verkehrslokale waren Ende des 19. Jahrhunderts und in den ersten Jahrzehnten des 20. Jahrhunderts Gaststätten, deren Stammpublikum einer bestimmten Organisation zugeordnet werden konnte. Eine Mitgliedschaft oder sonstige enge Bindung der Wirtsleute an die jeweilige Organisation war üblich. Der Begriff Verkehrslokal der organisierten Arbeiterschaft beschreibt diese Verbindungen beispielhaft.
Von folgenden Organisationen und Zusammenschlüssen gab es Verkehrslokale:
- Arbeiter-Radfahrer-Bund „Solidarität“[4]
- Deutscher Radfahrer-Bund, Bredeney[5]
- FAUD[6]
- Hamburger Hafen und Kaiarbeiter[7]
- KPD[8][9]
- Militärverbände[10]
- NSDAP[11][12]
- Rauchwarenbranche Leipzig[13]
- Studentenverbindungen;[14] hier wurden die Lokale auch ‚Konstante‘ genannt.

Das Café Reichspost in Leipzig bezeichnete sich 1898 einer Ansichtskarte zufolge als Internationales Verkehrslokal.